# 왕규의 난
왕규의 난(王規之亂)은 고려 2대 국왕 혜종(惠宗) 때의 왕위 계승을 둘러싸고 왕실의 외척 왕규(王規)가 자신의 손자인 광주원군(廣州院君)을 왕위에 등극시키기 위해 일으킨 반란으로 왕권이 미약한 데에서 발생하였다.

## 배경
왕규는 고려 초기 광주(廣州)의 대호족으로, 양근 함씨였으나 개국공신으로 왕씨 성을 하사받게 된다. 태조는 왕규의 두 딸을 맞아들여 하나는 제15비(妃), 하나는 제16비를 삼았다. 제16비가 아들 하나를 낳으니 광주원군이라 하였다. 945년 왕규는 야심이 있어서 혜종에게 무고하기를 요(窯)와 소(昭)가 딴 마음을 품고 있다 하였으나 혜종은 거짓말임을 알고 더욱 동생들을 사랑하였다.
점복(占卜)에 밝은 최지몽(崔知夢)이 하늘의 별을 보고 나라에 역적이 일어나겠다 하니 혜종은 왕규가 자기 동생들을 해치려는 징조로 짐작하고 소(昭)와 자기의 맏딸을 결혼시켜 집안을 튼튼히 해 주었다. 왕규는 자기 딸이 낳은 광주원군을 왕위에 앉히려고 밤중에 임금이 깊이 잠든 틈을 타서 심복을 몰래 들여보내 죽이려고 하였다. 임금은 마침 잠이 깨어 한주먹으로 이를 때려죽인 후 사람을 불러 끌어내게 하였으나 이를 문제 삼지 않았다.
하루는 혜종이 몸이 편치 않아 신덕전(神德殿)에 있는데, 최지몽이 아뢰기를 장차 변이 있을 터이니, 자리를 옮기는 것이 좋겠다고 하여 혜종은 몰래 중광전(重光殿)으로 옮겼다. 왕규는 밤에 심복들을 거느리고 와서 벽을 뚫고 들어갔으나 혜종이 잠자리를 옮긴 것을 알고 “너의 수작이 아니냐?”라고 물었으나, 최지몽은 아무 대답도 하지 않았다. 이번에도 혜종은 이를 불문에 붙였다.

## 반란
그해(945년)에 혜종이 세상을 떠나고 동생 요(堯)가 왕위에 오르니, 곧 정종(定宗)이다. 그러자 혜종을 살해하려다 실패했던 왕규는 정종이 즉위하자 반란을 일으켰다.
그러나 정종은 전부터 왕규의 동태를 알고 있던 터라 혜종의 병이 위독하자 서경(西京)의 수비대장 왕식렴(王式廉, 태조의 사촌동생)과 미리부터 연락을 해두었다.
왕규가 난을 일으키자 왕식렴이 군대를 이끌고 개성에 들어와 정종을 호위하니 왕규는 감히 움직이지 못했다. 이에 왕식렴은 왕규를 붙잡아 갑곶(甲串)에 귀양 보냈다가 사람을 보내 죽여 버리고 그의 일당 3백여 명을 처형하였다.
그러나 이 사건을 진압해 즉위한 정종도 오래 가지 못하고 외척들에게 쫓겨  동생 소에게 왕위를 넘기고 아들 경춘원군의 목숨을 유지케 하였다. 그러나 광종은 즉위후 경춘원군을 자신의 자리를 노린다는 이유로 전격 처형, 고려 초기의 왕권 불안은 한동안 계속되었다.

## 다른 관점
다수의 현대 연구자는 왕규가 실제로 일으킨 것이 아니고 정종 측에서 꾸민 것으로 본다. 관련 기록이 서로 모순될 뿐만 아니라 당시의 정황상으로도 봐도 왕규가 반역을 도모할 까닭이 없기 때문이다.